# CHANGE YOUR LIFE〜あなたのくらしを変えたもの〜
『CHANGE YOUR LIFE〜あなたのくらしを変えたもの〜』（チェンジ・ユア・ライフ あなたのくらしをかえたもの）は、2019年1月6日から2021年3月28日まで、テレビ朝日で放送されたドキュメンタリー番組である。全110回。同年1月11日からはAbemaTVでの配信も行われている。日産自動車の一社提供番組。

## 概要
駅ののりかえ便利マップ（第1回）や携帯電話による電子決済（第4回）など、人々の生活を便利に、豊かにしたシステムの考案者を毎回1人取り上げるミニ番組。彼らが画期的なアイデアを生み出し、現実化への行動を起こすに至ったきっかけは何であったのかを追う。
VTRのラストには、毎回「豊かなくらしをあなたも。さあ、何を変えますか？」のナレーションが入る。そしてその後は、「暮らしが変わる、と言えば」とつないだ後に日産・リーフの機能紹介映像が流される。
番組は基本的に毎週日曜 23時05分 - 23時10分（日本標準時）に放送されるが、直前の単発番組枠『日曜プライム』拡大などの影響でずれることがある。AbemaTVでの配信は毎週金曜 21時57分から行われる。
2020年春の改編で直前の『日曜プライム』の11分縮小、並びに『関ジャム 完全燃SHOW』が10分繰り上がるため、同年4月5日からは、11分繰り上がって22時54分 - 23時に変更された。
2020年秋の改編で、10月11日から『テレビ千鳥』が、水曜 0時15分 - 0時45分（火曜深夜枠）から日曜 22時25分 - 22時55分に枠移動のため、10月4日から1分縮小して22時55分 - 23時に変更した。
2021年3月26日放送を以て終了。

## スタッフ
- ナレーション：狭川尚紀[1]
- 制作協力：JCTV
- 制作著作：テレビ朝日